# 蘭岑魏爾湖
49°21′54″N 11°09′45″E / 49.3649°N 11.1626°E
蘭岑魏爾湖（德語：Lanzenweiher），是德國的湖泊，位於該國東南部，由巴伐利亞州負責管轄，處於羅特縣，長0.1公里、寬0.5公里，海拔高度345米，最大水深20米。